# Eiji Kawashima
Eiji Kawashima (川島永嗣 Kawashima Eiji?, Yono, Saitama, 20 de marzo de 1983) es un futbolista japonés que juega de guardameta en el Júbilo Iwata de la J2 League.
Debutó con el Omiya Ardija en 2001 hasta 2003, para luego irse al Nagoya Grampus Eight en 2004 hasta 2006. En 2007 se unió a las filas del Kawasaki Frontale con el dorsal número 21. Luego de su gran participación en la Copa Mundial de Fútbol de 2010 fue contratado por el Lierse SK de la Primera División de Bélgica.

## Selección nacional
Fue internacional con la selección de fútbol de Japón, habiendo participado en la Copa Mundial sub-20 de 2003 y la Copa Mundial de Fútbol 2010.
El 12 de mayo de 2014 fue incluido por el entrenador Alberto Zaccheroni en la lista final de 23 jugadores que representaron a Japón en la Copa Mundial de Fútbol de 2014 en Brasil.
El 31 de mayo de 2018 el seleccionador Akira Nishino lo incluyó en la lista de 23 para la Copa Mundial de Fútbol de 2018.

### Participaciones en Copas del Mundo
| Mundial                  | Sede      | Resultado        |
| ------------------------ | --------- | ---------------- |
| Copa Mundial Sub-20 2003 | EAU       | Cuartos de final |
| Copa Mundial 2010        | Sudáfrica | Octavos de final |
| Copa Mundial 2014        | Brasil    | Fase de grupos   |
| Copa Mundial 2018        | Rusia     | Octavos de final |
| Copa Mundial 2022        | Catar     | Octavos de final |

### Participaciones en Copa América
| Copa              | Sede   | Resultado      |
| ----------------- | ------ | -------------- |
| Copa América 2019 | Brasil | Fase de grupos |

## Clubes
| Club                | País    | Año       |
| ------------------- | ------- | --------- |
| Omiya Ardija        | Japón   | 2001-2003 |
| Nagoya Grampus      | Japón   | 2004-2006 |
| Kawasaki Frontale   | Japón   | 2007-2010 |
| Lierse S. K.        | Bélgica | 2010-2012 |
| Standard de Lieja   | Bélgica | 2012-2015 |
| Dundee United F. C. | Escocia | 2015-2016 |
| F. C. Metz          | Francia | 2016-2018 |
| R. C. Estrasburgo   | Francia | 2018-2023 |
| Júbilo Iwata        | Japón   | 2024-     |

## Palmarés

### Campeonatos nacionales
| Título                     | Club              | País    | Año  |
| -------------------------- | ----------------- | ------- | ---- |
| Copa de la Liga de Francia | R. C. Estrasburgo | Francia | 2019 |

### Campeonatos internacionales
| Título        | Club (*) | País  | Año  |
| ------------- | -------- | ----- | ---- |
| Copa Asiática | Japón    | Catar | 2011 |

(*) Incluyendo la selección.

### Distinciones individuales
| Distinción           | Año     |
| -------------------- | ------- |
| TOTY Northern Europe | 2011-12 |